# Johan August Aurén
Johan August Aurén, född 4 februari 1843 i Kristbergs församling, Östergötlands län, död 7 oktober 1911 i Norrköpings Sankt Olai församling, Östergötlands län, var en svensk språkforskare.
Aurén var kollega vid Söderköpings läroverk 1882–1906. Bland hans skrifter märks Bidrag till svenska språket ljudlära (1869), Bidrag till svenska språkets qvantitetslära (1874) och De klassiska konsonantljuden (1876), alla viktiga bidrag till den svenska språkljudsforskningen.